# Elutriador
Un elutriador o hidroseparador es un equipo utilizado en metalurgia, para separar partículas de diferente densidad y tamaño.
Está compuesto por una serie de tubos, con diámetros decrecientes, donde se obtiene una fracción de partículas determinada por la velocidad de sedimentación y la velocidad ascensional del agua que es introducida por la parte inferior del primer tubo. En los tubos siguientes, la alimentación viene procedente de la parte superior del tubo anterior, realizándose el mismo efecto.
También se utiliza en la industria como selector de partículas. En su interior se depositan las partículas en función de su caída por gravedad (en función de su peso).